# Brenthis daphne
Brenthis daphne är en fjärilsart som beskrevs av Denis och Ignaz Schiffermüller 1775. Brenthis daphne ingår i släktet Brenthis och familjen praktfjärilar. Inga underarter finns listade i Catalogue of Life.

## Bildgalleri

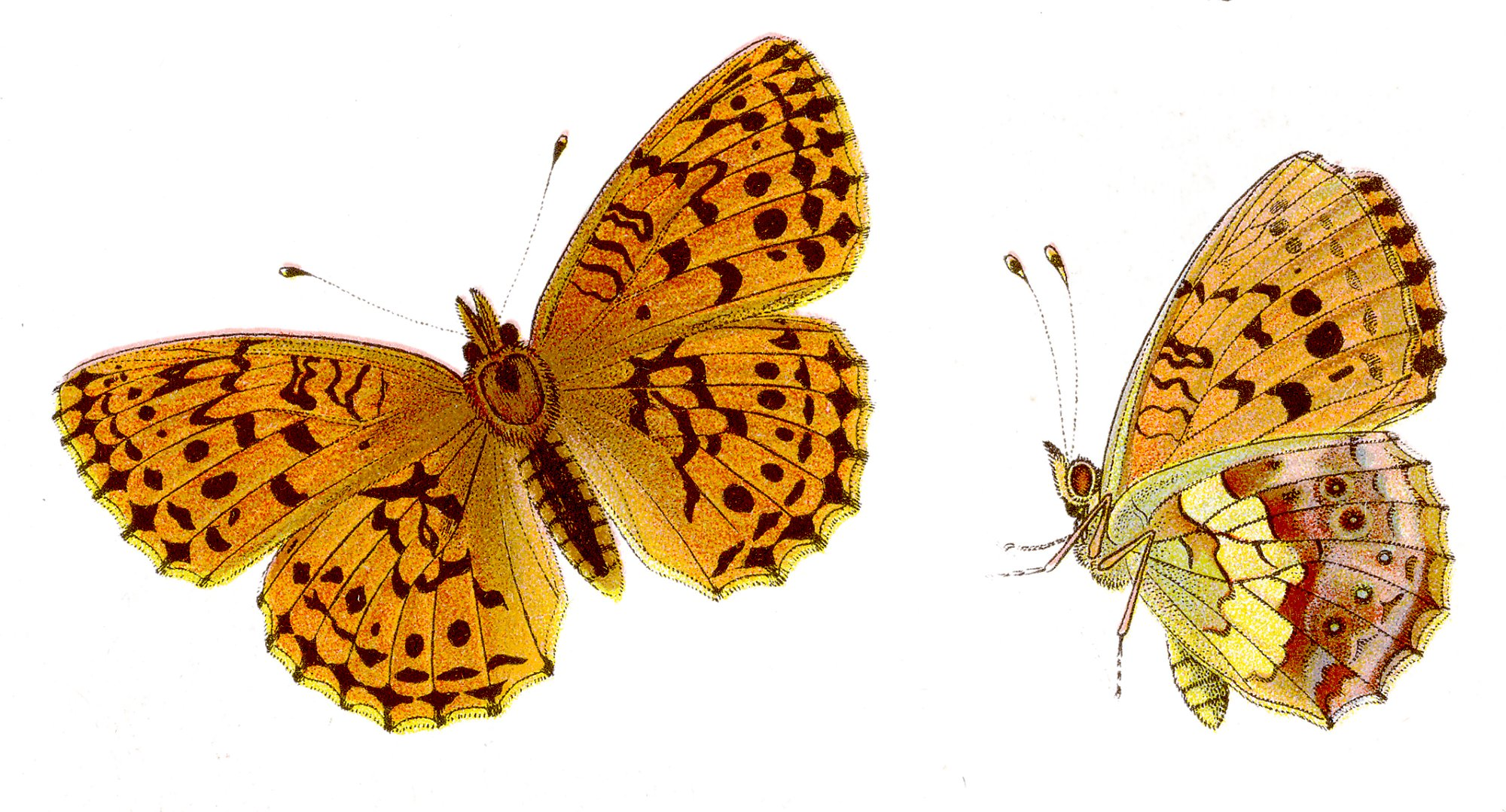
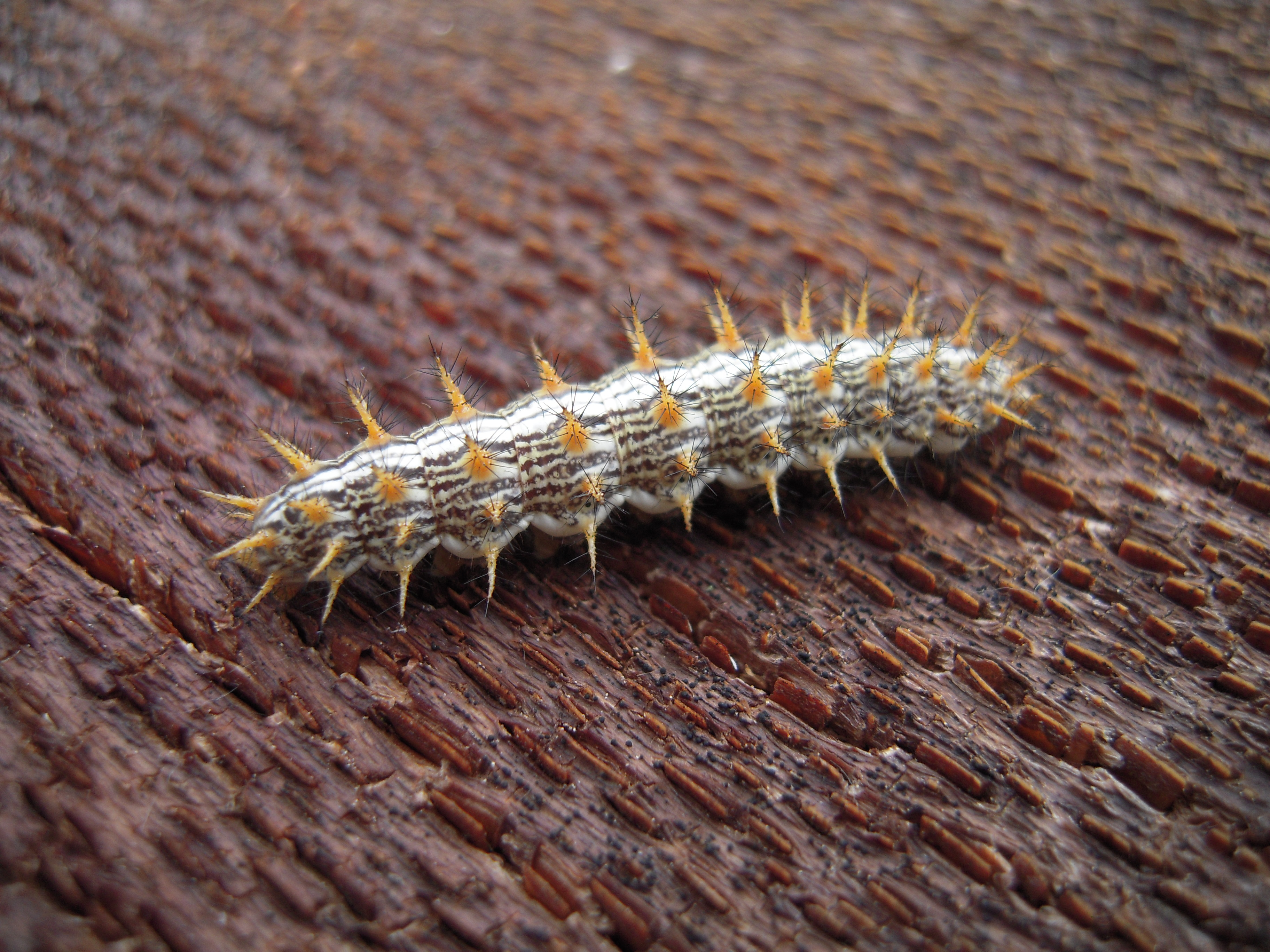
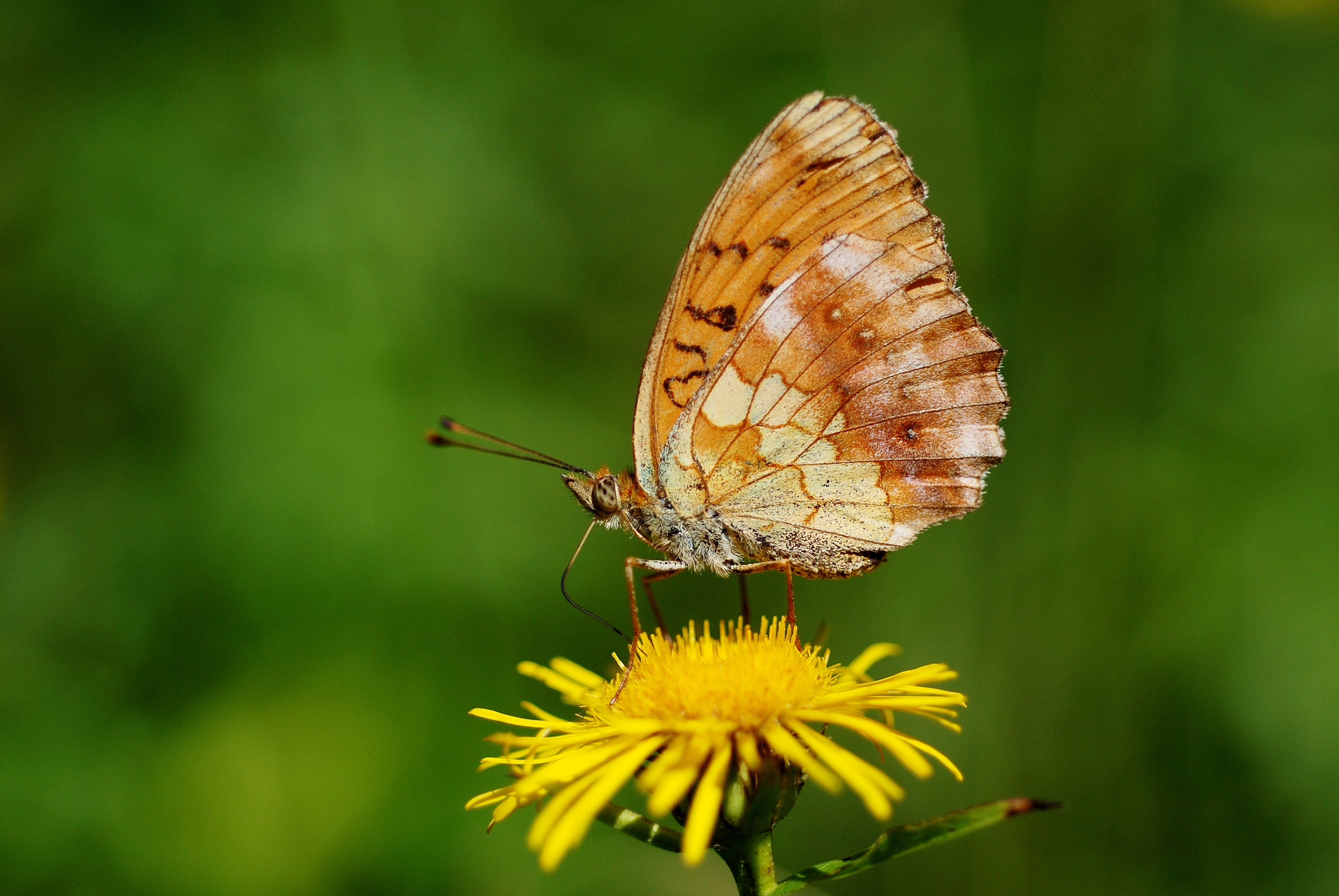
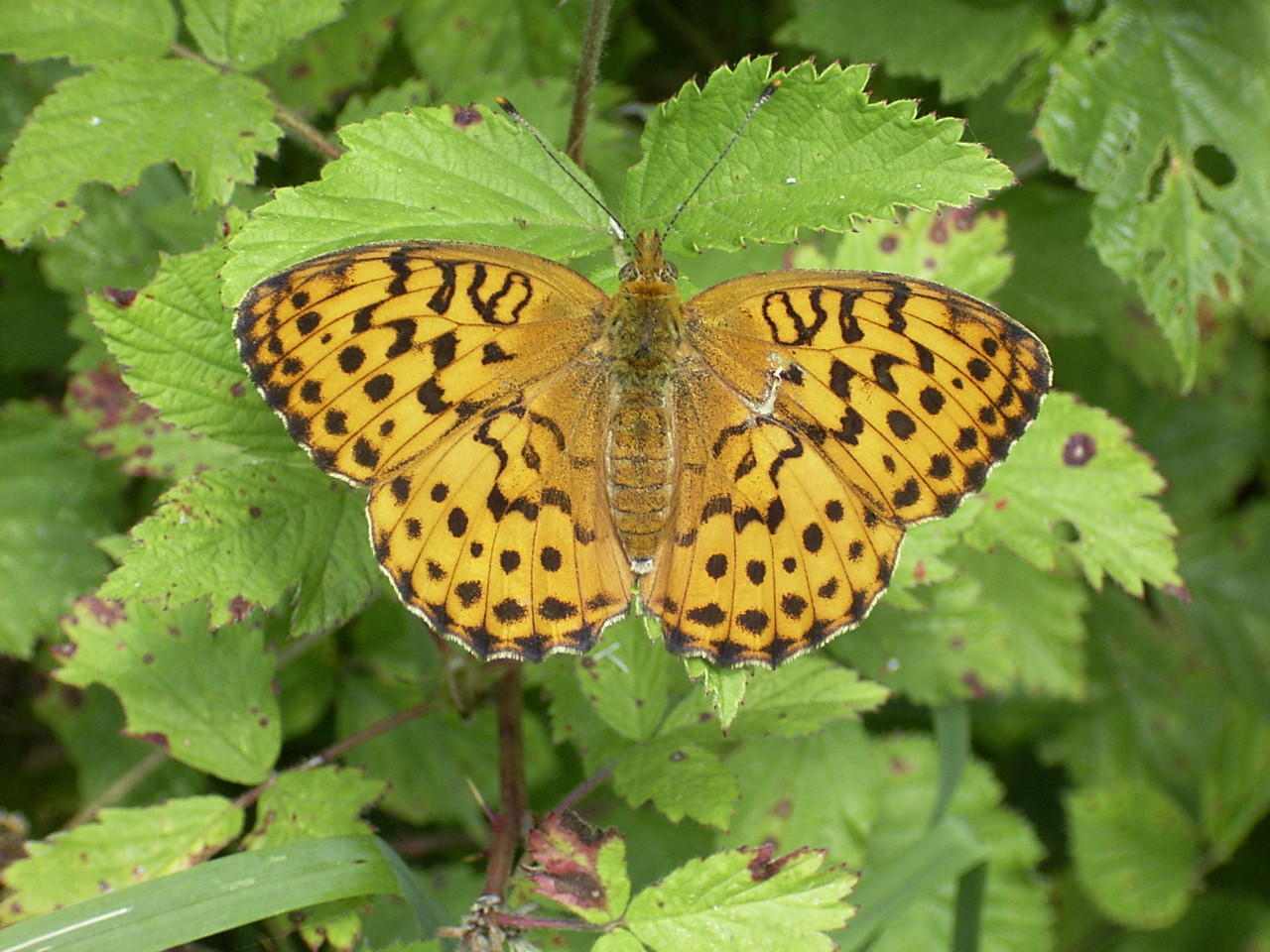
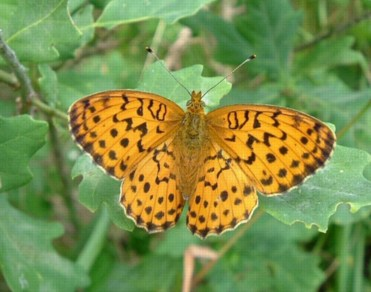